# Wilnsdorf
Wilnsdorf is een plaats en gemeente in de Duitse deelstaat Noordrijn-Westfalen, gelegen in de Kreis Siegen-Wittgenstein. De gemeente Wilnsdorf telt 19.975 inwoners (31 december 2020) op een oppervlakte van 72,07 km².

## Afbeeldingen

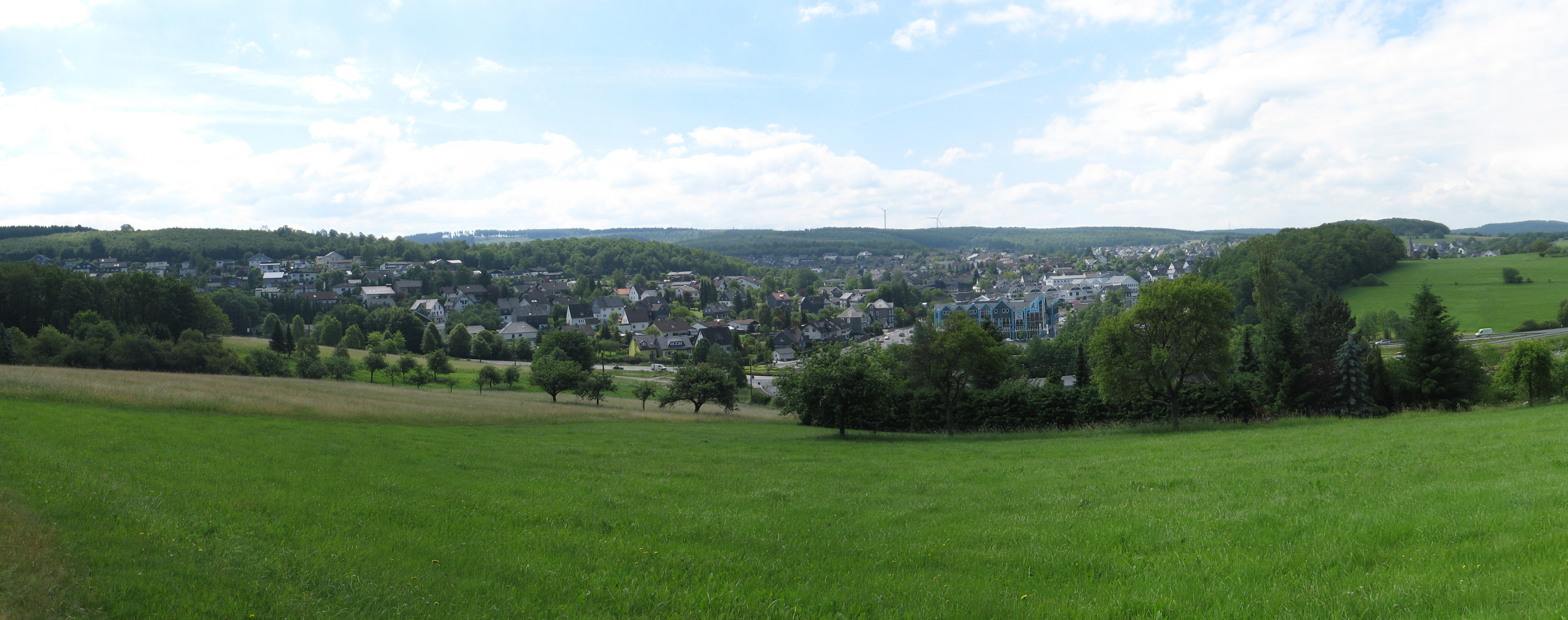
Gezicht op Wilnsdorf (2010)
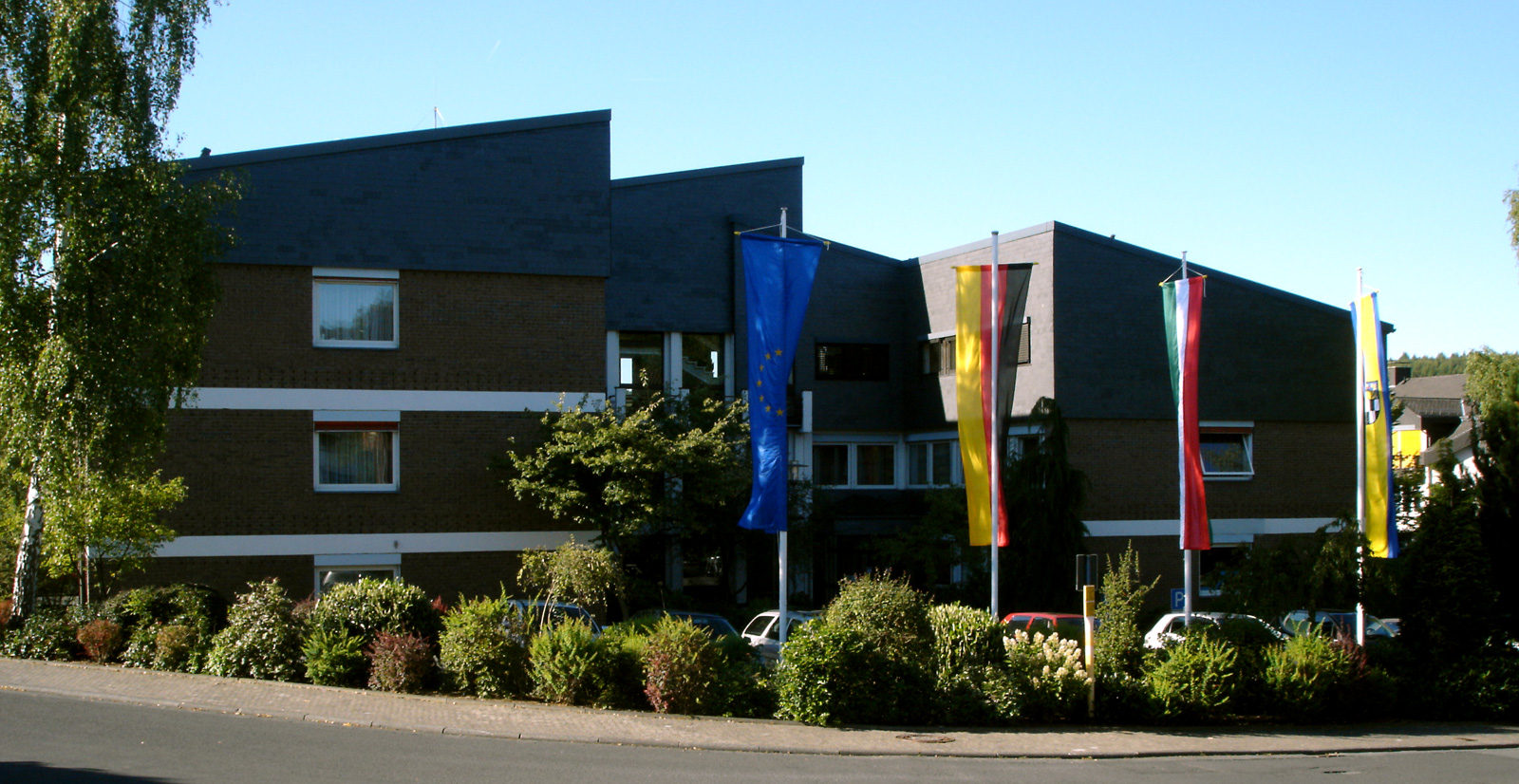
Gemeentehuis
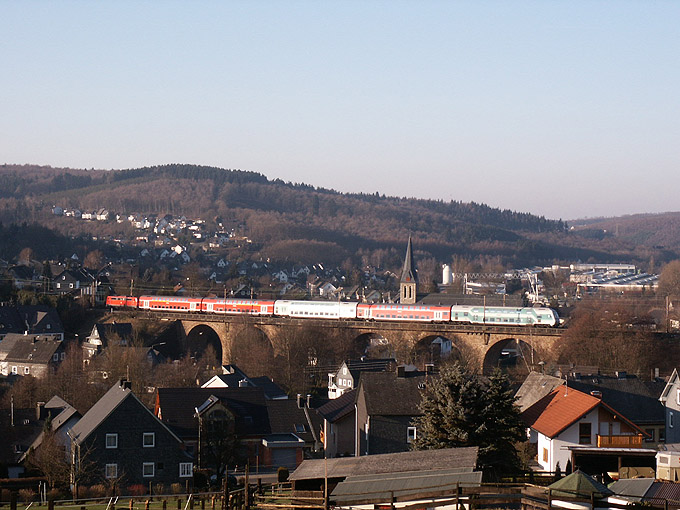
Spoorwegviaduct, Niederdielfen

Bad Berleburg · Bad Laasphe · Burbach · Erndtebrück · Freudenberg · Hilchenbach · Kreuztal · Netphen · Neunkirchen · Siegen · Wilnsdorf